# Bonita Granville
Bonita Gloria Granville Wrather (Nueva York, 2 de febrero de 1923-Santa Mónica, 11 de octubre de 1988) fue una actriz y productora estadounidense. Fue principalmente conocida por su papel de Nancy Drew en la serie de películas de finales de la década de 1930.

## Biografía
Nacida en Chicago en el seno de una pareja actores teatrales, Bonita Granville hizo su debut cinematográfico a la edad de nueve años en el western Westward Passage (1932) y durante los dos años siguientes apareció en varios papeles no representativos. Acreditado en películas como Mujercitas (1933) de George Cukor y Ride (1933) de Frank Lloyd.
En 1936, apareció en la obra Esos tres (1936) de William Wyler, basada en la obra La hora de los niños de Lillian Hellman. Como Mary, la niña malvada que trastorna la existencia de sus dos maestras (Merle Oberon y Miriam Hopkins) con mentiras difamatorias sobre su vida privada, Granville fue nominada a un Oscar a la mejor actriz de reparto.
Después de una serie de papeles en obras como El arado y las estrellas (1936) de John Ford y comedias como "Dolce deception" (1937) de George Stevens, Granville consiguió el papel de la brillante detective aficionada Nancy Drew, protagonista de una popular serie de detectives para niños en la década de los 30 en la película Nancy Drew - Detective (1938) de William Clemens. El éxito le permitió a la actriz repetir el mismo personaje en otras tres películas de la serie: Nancy Drew - Reportero (1939), Nancy Drew - Trouble Shooter (1939) y Nancy Drew y la escalera oculta (1939).
En la primera mitad de la década de 1940, Granville siguió apareciendo en papeles secundarios en películas tan populares como Tormenta mortal  de Frank Borzage 
(1940), en melodrama  La extraña pasajera  (1942), junto a Bette Davis, y en la película de cine negro La llave de cristal (1942), junto a Alan Ladd y Veronica Lake. Entre sus mejores interpretaciones de este período se encuentra la de Anna Muller en la película Los hijos de Hitler (1943), una película con fuertes tonos antinazis.
En 1947, Granville se casó con el productor Jack Wrather y redujo sus apariciones en películas para dedicarse a producir programas de televisión y series. Con su marido formó la "Wrather Corporation", que tuvo entre sus mayores éxitos la serie infantil " Lassie". En algunos episodios de la serie, Granville prestó su voz como narradora no acreditada. 

## Vida privada
De su matrimonio con Jack Wrather, Granville tuvo dos hijos, Linda y Christopher. Wrather murió en 1984, mientras que la actriz lo siguió cuatro años después, el 11 de octubre de 1988, a la edad de 65 años, de cáncer de pulmón. Está enterrada en el cementerio Holy Cross en Culver City, California.

## Filmografía
Como actriz
| Título en español                  | Título original                     | Director            | Año  |
| ---------------------------------- | ----------------------------------- | ------------------- | ---- |
| Westward Passage                   | Westward Passage                    | Robert Milton       | 1932 |
| El rey de la plata                 | Silver Dollar                       | Alfred E. Green     | 1932 |
| Cabalgata                          | Cavalcade                           | Frank Lloyd         | 1933 |
| Las cuatro hermanitas              | Little Women                        | George Cukor        | 1933 |
| Canción de cuna                    | Cradle Song                         | Mitchell Leisen     | 1933 |
| La pasión de Vergie Winters        | The Life of Vergie Winters          | Alfred Santell      | 1934 |
| Ana de las tejas verdes            | Anne of Green Gables                | George Nichols Jr.  | 1934 |
| Ayer como hoy                      | Ah, Wilderness!                     | Clarence Brown      | 1935 |
| Song of the Saddles                | Song of the Saddles                 | Louis King          | 1936 |
| Esos tres                          | These Three                         | William Wyler       | 1936 |
| El jardín de Alá                   | The Garden of Allah                 | Richard Boleslawski | 1936 |
| El arado y las estrellas           | The Plough and the Stars            | John Ford           | 1936 |
| La muchacha de Salem               | Maid of Salem                       | Frank Lloyd         | 1937 |
| Olivia                             | Quality Street                      | George Stevens      | 1937 |
| Call It a Day                      | Call It a Day                       | Archie Mayo         | 1937 |
| Es amor lo que busco               | It's Love I'm After                 | Archie Mayo         | 1937 |
| White Banners                      | White Banners                       | Edmund Goulding     | 1938 |
| Un mendigo original                | Merrily We Live                     | Norman Z. McLeod    | 1938 |
| The Beloved Brat                   | The Beloved Brat                    | Arthur Lubin        | 1938 |
| My Bill                            | My Bill                             | John Farrow         | 1938 |
| Hard to Get                        | Hard to Get                         | Ray Enright         | 1938 |
| Nancy Drew -- Detective            | Nancy Drew -- Detective             | William Clemens     | 1938 |
| Nancy Drew... Reporter             | Nancy Drew... Reporter              | William Clemens     | 1939 |
| Outside These Walls                | Outside These Walls                 | Ray McCarey         | 1939 |
| Nancy Drew... Trouble Shooter      | Nancy Drew... Trouble Shooter       | William Clemens     | 1939 |
| Nancy Drew y la escalera escondida | Nancy Drew and the Hidden Staircase | William Clemens     | 1939 |
| The Angels Wash Their Faces        | The Angels Wash Their Faces         | Ray Enright         | 1939 |
| Forty Little Mothers               | Forty Little Mothers                | Busby Berkeley      | 1940 |
| Tormenta mortal                    | The Mortal Storm                    | Frank Borzage       | 1940 |
| Those Were the Days!               | Those Were the Days!                | Theodore Reed       | 1940 |
| Third Finger, Left Hand            | Third Finger, Left Hand             | Robert Z. Leonard   | 1940 |
| Evasión                            | Escape                              | Mervyn LeRoy        | 1940 |
| Gallant Sons                       | Gallant Sons                        | George B. Seitz     | 1940 |
| The Wild Man of Borneo             | The Wild Man of Borneo              | Robert B. Sinclair  | 1941 |
| The People Vs. Dr. Kildare         | The People Vs. Dr. Kildare          | Harold S. Bucquet   | 1941 |
| Down in San Diego                  | Down in San Diego                   | Robert B. Sinclair  | 1941 |
| Cenizas de amor                    | H.M. Pulham, Esq.                   | King Vidor          | 1941 |
| Syncopation                        | Syncopation                         | William Dieterle    | 1942 |
| La llave de cristal                | The Glass Key                       | Stuart Heisler      | 1942 |
| La extraña pasajera                | Now, Voyager                        | Irving Rapper       | 1942 |
| A siete millas de Alcatraz         | Seven Miles from Alcatraz           | Edward Dmytryk      | 1942 |
| Los hijos de Hitler                | Hitler's Children                   | Edward Dmytryk      | 1943 |
| Andy Hardy's Blonde Trouble        | Andy Hardy's Blonde Trouble         | George B. Seitz     | 1944 |
| Song of the Open Road              | Song of the Open Road               | S. Sylvan Simon     | 1944 |
| Juventud salvaje                   | Youth Runs Wild                     | Mark Robson         | 1944 |
| The Beautiful Cheat                | The Beautiful Cheat                 | Charles Barton      | 1945 |
| Señorita from the West             | Señorita from the West              | Frank R. Strayer    | 1945 |
| Breakfast in Hollywood             | Breakfast in Hollywood              | Harold D. Schuster  | 1946 |
| La verdad sobre el crimen          | The Truth About Murder              | Lew Landers         | 1946 |
| Orgasmo                            | Suspense                            | Frank Tuttle        | 1946 |
| Los romances de Andy Hardy         | Love Laughs at Andy Hardy           | Willis Goldbeck     | 1946 |
| Suspense                           | The Guilty                          | John Reinhardt      | 1947 |
| Strike It Rich                     | Strike It Rich                      | Lesley Selander     | 1948 |
| Acusado de alta traición           | Guilty of Treason                   | Felix E. Feist      | 1950 |
| El llanero solitario               | The Lone Ranger                     | Stuart Heisler      | 1956 |
| La magia de Lassie                 | The Magic of Lassie                 | Don Chaffey         | 1978 |
| The Legend of the Lone Ranger      | The Legend of the Lone Ranger       | William A. Fraker   | 1981 |

### Televisión
- Armstrong Circle Theatre - 1 episodio (1951)
- The Bigelow Theatre - 1 episodio (1951)
- Somerset Maugham TV Theatre - 1 episodio (1951)
- Gruen Guild Playhouse - 2 episodios (1951)
- Chevron Theatre - 2 episodios (1952)
- Campbell Playhouse - episodio (1952)
- The Schaefer Century Theatre - 2 episodios (1952)
- The Unexpected - 1 episodio (1952)
- Broadway Television Theatre - 1 episodio (1953)
- The Ford Television Theatre - 1 episodio (1953)
- The Pepsi-Cola Playhouse - 1 episodio (1954)
- Crown Theatre with Gloria Swanson - 1 episodio (1955)
- The Eddie Cantor Comedy Theater - 1 episodio (1955)
- Schlitz Playhouse of Stars - 1 episodio (1955)
- Climax! - 2 episodi (1955-1956)
- Matinee Theatre - 1 episodio (1956)
- Ethel Barrymore Theater - 1 episodio (1956)
- Science Fiction Theatre - 1 episodio (1957)
- Lux Video Theatre - 3 episodi (1951-1957)
- The United States Steel Hour - 1 episodio (1957)
- Studio One - 1 episodio (1958)
- Target - 1 episodio (1958)
- Playhouse 90 - 1 episodio (1959)
- The Best of the Post - 1 episodio (1961)
- The Fisher Family - 1 episodio (1961)
- Lassie - 12 episodios (1960-1972)

## Premios y distinciones
Premios Óscar
| Año  | Categoría               | Película  | Resultado |
| ---- | ----------------------- | --------- | --------- |
| 1937 | Mejor Actriz de Reparto | Esos tres | Nominada  |